# Digonocryptus diversicolor
Digonocryptus diversicolor är en stekelart som först beskrevs av Henry Lorenz Viereck 1913.  Digonocryptus diversicolor ingår i släktet Digonocryptus och familjen brokparasitsteklar. Inga underarter finns listade i Catalogue of Life.